# أورلاندو: سيرة
أورلاندو: سيرة (بالإنجليزية: Orlando: A Biography) هي رواية بقلم فرجينيا وولف، نشرت لأول مرة في 11 أكتوبر 1928. وهي رواية مرحة مستوحاة من التاريخ المضطرب لعائلة صديقة فيرجينيا وولف المقربة، الشاعرة والروائية الأرستقراطية فيتا ساكفيل ويست، ويمكن القول أنها إحدى أشهر روايات وولف، وهي تصور تاريخ الأدب الإنجليزي بشكل ساخر. ويصف الكتاب مغامرات شاعر يغير جنسه من رجل لأمراة ويعيش لعدة قرون، ويقابل الشخصيات الرئيسية في تاريخ الأدب الإنجليزي. تعتبر الرواية كلاسيكية في تاريخ الأدب النسوي، وتكلم عنه الباحثون في الأدب النسوي ودراسات الجنس والمتحولين جنسيا.
تم اقتباس الرواية عدة مرات: في عام 1989 تعاون المخرج روبرت ويلسون والكاتب داريل بينكني على إنتاج فيلم مسرحي عرض أول مرة فس مهرجان أدنبرة عام 1996؛ كما أدت إيزابيل أوبير الدور في نسخة فرنسية عرضت في لوزان عام 1993. وصدر فيلم عن الرواية عام 1992، من إخراج سالي بوتر بطولة تيلدا سوينتون بدور أورلاندو. آخر اقتباس مسرحي آخر من إخراج سارة رول وعرض لأول مرة في مدينة نيويورك في عام 2010، كما قام الملحن بيتر أديرولد والناقد الإعلامي شارون جويس عام 2016 اقتباس أوبرا عن العمل في مسرح ولاية براونشفايغ.

## الحبكة
وُلد البطل الذي تحمل الرواية اسمه كنبيلٍ في إنجلترا في عهد إليزابيث الأولى. يخضع لتغييرٍ غامض للجنس في سن الثلاثين ويعيش لأكثر من 300 عام في العصر الحديث دون أن يتقدّم في العمر.

كصبيٍ مراهق، عمِلَ أورلاندو الوسيم كخادمٍ في بلاط الملكة إليزابيث وأصبح الخادم «المفضّل» لدى الملكة المُسنّة. بعد وفاة الملكة، يقع في حبّ ساشا، وهي أميرةٌ صعبة المنال ومتوحّشة إلى حدٍّ ما تنتمي إلى حاشية السفارة الروسية. سلسلة الأحداث، التي تتلخّص في الحب والتزلّج على الجليد على خلفية «مهرجان الصقيع» الشهير الذي أُقيم على نهر التمز المتجمّد خلال «الصقيع العظيم» عام 1608، وفي «تجمّد الطيور في الجو وسقوطها كالحجارة على الأرض»، ألهمت بعضًا من أكثر كتابات فرجينيا وولف إتقانًا:
«كان رجال الدولة رفيعو المستوى، بلحاهم وياقاتهم المكشكشة، يديرون شؤون الدولة تحت المظلّة القرمزية للباغودة الملكية... كانت الورود المتجمّدة تُمطر عندما تتنزّه الملكة ووصيفاتها خارجًا... بالقرب من جسر لندن، حيث كان النهر قد تجمّد حتى عمق 20 قامة تقريبًا، كان زورقٌ خفيف محطّم باديًا بوضوحٍ للعيان، يرقد في قاع النهر حيث غرق في الخريف الماضي، بعد أن أثقله حمل التفاح. كانت صاحبة الزورق العجوز، التي لطالما كانت تحمل ثمارها لتبيعها على جانب ضفّة «ساري»، تجلس هناك واضعةً وشاحها ومرتديةً فستانها ويغطّي حضنها التفاح على مرأى العالم كما لو كانت على وشك بيع زبون، بيد أن بعض الزرقة حول شفتيها كشفت شيئًا من الحقيقة».
يتزامن ذوبان الجليد مع خيانة ساشا ورحيلها المفاجئ إلى روسيا. يعود أورلاندو، الذي تعرّض للهجر، لكتابة «شجرة البلوط»، وهي قصيدة طويلة بدأها وانقطع عن كتابتها في صباه. يلتقي ويسلّي شاعرًا هاويًا حسودًا، نيكولاس غرين، الذي يواصل تصيّد الأخطاء في كتابة أورلاندو. يشعر أورلاندو لاحقًا بأنه قد غُدز عندما يعلم بأنه قد تعرّض للتهكّم في أحد الأعمال اللاحقة لنيكولاس غرين. تقود فترة من التأمّل بعمق في الحب والحياة أورلاندو إلى تقدير قيمة منزل أجداده الفخم، والذي يشرع في تجديد أثاثه ببذخ. يلعب هناك في منزل أجداده دور المضيف للسكان عامّةً.
يتسلّل الملل إلى حياة أورلاندو ويشعر بالمضايقة من العاشقة المُلحّة، الأرشدوقية هارييت طويلة القامّة والمسترجلة بعض الشيء، ما دفع أورلاندو إلى البحث عن وسيلةٍ لمغادرة البلاد. يعيّنه تشارلز الثاني سفيرًا للقسطنطينية. أورلاندو يؤدّي واجباته على أكمل وجه، حتى تلك الليلة التي شهدت اضطرابات أهلية وأعمال شغبٍ إجرامية. يغطّ في النوم لأيام ولا يستطيع الآخرون إيقاظه. أورلاندو يستيقظ ليجد أنه قد تحوّل إلى امرأة -مع الحفاظ على نفس الشخصية والتفكير ذاته، ولكن في جسد امرأة. على الرغم من أن راوي الرواية يعلن صراحةً أنه يشعر بالانزعاج والحيرة بسبب تحوّل أورلاندو، إلا أن شخصية أورلاندو الخيالية تتقبّل التغيير. منذ دلك الحين، تتغيّر ميول أورلاندو العاطفية باستمرار على الرغم من بقائها أنثى بيولوجيًا.
يهرب ما أصبح الآن السيّدة أورلاندو سرًّا من القسطنطينية برفقة قبيلة من الغجر. تتبنّى أسلوب حياتهم إلى أن يفضي صراعٌ جوهري مع تربيتها إلى توجّهها إلى الوطن.  على السفينة العائدة إلى إنجلترا، بملابسها الأنثوية الضيّقة ومن خلال وقوع حادثٍ تسبّب فيه وميضُ كاحلها في سقوط بحارٍ ما أدّى إلى وفاته، أدركت بالفعل أبعاد التحوّل إلى امرأة. وخلُصت إلى أنها تتمتّع بميّزةٍ شاملة، لتعلن قائلة: «حمدًا لله أني امرأة!» عند عودتها إلى إنجلترا، تُولع الأرشدوقية بأورلاندو مجددًا، التي تكشف حقيقة كونها رجلًا، الأرشدوق هاري. تتملّص أورلاندو من عروض الزواج بهاري. وتستمر في تبديل الأدوار الجنسانية، وترتدي فينةً ملابس رجل وفينةً أخرى ملابس امرأة.
لتنخرط أورلاندو بنشاط في حياة القرنين الثامن عشر والتاسع عشر، ولتستضيف في البلاط الشعراء العظماء، ومن أبرزهم ألكساندر بوب. يعاود الناقد نيك غرين، الذي يبدو أنه خالدٌ أيضًا، الظهور ويشجّع كتابات أورلاندو، ويعدُ بمساعدتها على نشر «شجرة البلوط».
تفوز أورلاندو بدعوىً قضائية رُفعت على ممتلكاتها وتتزوّج من قائدٍ للبحرية، مارمادوق بونثروب شيلميردين. كما هو حال أورلاندو، شيلميردين غير المتوافق جنسانيًا، وتُعزي أورلاندو نجاح زواجهما لهذا التشابه. في عام 1928، نشرت «شجرة البلوط»، بعد قرونٍ من شروعها في كتابتها، وحازت على جائزة. في نهاية الرواية، يحلّق زوج أورلاندو فوق القصر على متن طائرة تحوم فوق أورلاندو إلى أن يقفز شيلميردين على الأرض. طائرٌ ضال يحلّق فوق رأسه وتبتهج أورلاندو قائلة: «إنها إوزّة!» الإوز البري!» تنتهي الرواية عندما تدقّ الساعة منتصف الليل ليوم الخميس المصادف الحادي عشر من أكتوبر عام 1928 (اليوم الذي نُشرت فيه الرواية).

## خلفية
انتمت الكاتبة فيرجينيا وصديقتها فيتا ساكفيل-ويست لمجموعة بلومزبيري التي كانت معروفة بمواقفها الجنسانية المتحررة، ونشأت بين الاثنتين علاقة حميمية دامت حوالي العشرة أعوام وصداقة استمرت لمدة أطول، وتؤكد ووبف بنفسها التأثر بهذه العلاقة، إذ أشارت في مذكراتها بتاريخ 5 أكتوبر 1927 إلى الفكرة وراء أورلاندو: "وفورا طرأت على ذهني الأدوات المثيرة المعتادة: سيرة شخصية تبدأ في العام 1500 وتستمر إلى يومنا هذا، عنوانها "أورلاندو: حياة، لكن مع تحول من جنس إلى آخر".
من جانبه كتب ابن ساكفيل، نيغل نيكلسون: "تأثير فيتا على فيرجينيا تحتويه أولاندو، وهي أطول رسالة حب في تاريخ الأدب وأشدها سحرا، وفيها تستكشف فيرجينيا فيتا وتنسجها عبر تسلسل قرون، تخرجها من جنس إلى آخر، وتلعب بها، تلبسها الفرو والحرير والأحجار الكريمة، تغيظها، تغازلها، تلقي جولها حجابا من الضباب":307

## روابط خارجية
- أورلاندو: سيرة على موقع الموسوعة البريطانية (الإنجليزية)